# إيمي يامادا
إيمي يامادا (باليابانية: 山田詠美)‏ (8 فبراير 1959 في طوكيو - ) روائية، وكاتِبة، ومانغاكا من اليابان.

## روابط خارجية
- إيمي يامادا على موقع IMDb (الإنجليزية)
- إيمي يامادا على موقع ميوزك برينز (الإنجليزية)